# Verbandtuch
Ein Verbandtuch dient zum keimarmen Abdecken und  druckfreien Bedecken von großflächigen Verletzungen wie Schürfwunden, offenen Brüchen oder Brandwunden. Vorteile sind die schnelle und einfache Anwendbarkeit sowie die leichte Entfernbarkeit bei einer Weiterbehandlung. Ein Nachteil kann das Verrutschen bei mangelnder Fixierung sein. Sie sind in den Größen 40 cm × 60 cm, 60 cm × 80 cm und 80 cm × 120 cm erhältlich. Die Anforderungen an ein Verbandtuch sind in DIN 13152-A und DIN 13152-BR geregelt. Verbandtücher gehören zur in der Bundesrepublik vorgeschriebenen Füllung eines Betriebs- und KFZ-Verbandkastens.